# Alessandro Ruspoli, IX principe di Cerveteri
Alessandro Ruspoli, IX principe di Cerveteri, detto Dado (Roma, 9 dicembre 1924 – Roma, 11 gennaio 2005), è stato un nobile, socialite e attore italiano.

## Biografia
Alessandro "Dado" Ruspoli nacque a Roma il 9 dicembre 1924, figlio di Francesco Ruspoli, VIII principe di Cerveteri e di sua moglie, la contessa Claudia Matarazzo, figlia dell'importante imprenditore italo-brasiliano Francesco Matarazzo. Noto per essere un dandy ed un playboy, di lui si dice che abbia ispirato il regista Federico Fellini per la realizzazione del famoso film La dolce vita. Egli fu inoltre suocero dell'attrice Olivia Wilde e di Aileen Getty (figliastra di Elizabeth Taylor). Era fratello di Sforza Ruspoli.
Alessandro nacque a Roma a Palazzo Ruspoli e sua madre morì quando lui aveva solo 9 anni, lasciandolo erede di una grande fortuna in Brasile. Grazie alla grande ricchezza disponibile, "Dado" divenne un grande amatore della vita di Via Veneto degli anni '50 e '60 a Roma, divenendo tra gli altri grande amico di Brigitte Bardot, Salvador Dalí, Truman Capote, Roger Vadim, Roman Polański, Emmanuelle Arsan e molti altri.
A partire dagli anni '80 divenne attore. Fu protagonista de La casa del sorriso, film di Marco Ferreri vincitore dell'Orso d'oro al Festival di Berlino 1991.
Morì a Roma l'11 gennaio 2005.

## Matrimonio e figli
Alessandro sposò in prime nozze a Roma l'8 dicembre 1947 la baronessa Francesca de Blanc (Roma, 27 giugno 1929 – Milano, 27 febbraio 1962), figlia di Mario de Blanc e di Anita Felici. Il matrimonio non produsse eredi.
Egli sposò in seconde nozze a Vignanello il 5 maggio 1964 Nancy de Girard de Charbonnières (Pouillon, 18 aprile 1939 – vivente), figlia di Roger Jean de Girard de Charbonnières e di sua moglie Andrée Marie Pommarede, dalla quale ebbe un figlio per poi separarsi:
- Francesco, X principe di Cerveteri (Roma, 31 marzo 1967), sposa il 20 settembre 2014 a Ozzano donna Angelica Visconti di Ozzano (Milano, 4 maggio 1973), figlia del conte Giuseppe e di Fulvia Ferragamo, figlia dello stilista Salvatore Ferragamo; da questo matrimonio sono nati Alessandro (Milano, 29 novembre 2014) e Vittoria (Milano, 23 maggio 2016)

Si sposò poi civilmente a Roma il 20 novembre 1993 con Theresa Patricia Genest, dalla quale ebbe due figli:
- Mathilda Mélusine (Parigi, 25 luglio 1994 – vivente)
- Théodore Alexandre (Parigi, 30 aprile 1997 – vivente)

Dopo i primi due matrimoni, inoltre, ebbe una relazione con l'attrice Debra Berger (17 marzo 1957 – vivente), figlia del primo matrimonio di William Berger, dalla quale ebbe due figli:
- Tao (Bangkok, 7 novembre 1975 – vivente), sposò a Washington il 7 giugno 2003 l'attrice Olivia Wilde (New York City, 10 marzo 1984 – vivente). I due si sono separati nel marzo 2011.
- Bartolomeo (Roma, 6 ottobre 1978 – vivente), il quale appare anche nel film del fratello Just Say Know (2002), sposato dal novembre del 2004 con Aileen Getty (14 luglio 1957 – vivente), figlia di John Paul Getty Jr. e della sua prima moglie Abigail "Gail" Harris. Il matrimonio non ha prodotto eredi.

## Filmografia
- Les Italiens (1989): un inquisitore
- Il padrino - Parte III (1990): Vanni
- La casa del sorriso o The House of Smiles (1991): Andrea
- Il giardino dei ciliegi o The Cherry Orchard (1992)
- Le avventure del giovane Indiana Jones (1 episodio, "Florence, May 1908", 1993): Professor Reale
- Just Say Know (2002): sé stesso
- The Adventures of Young Indiana Jones: The Perils of Cupid (2007) (V)
- Marco Ferreri, il regista che venne dal futuro (2007): se stesso